# Tioformaldeide
La tioformaldeide è un composto organosolfurico (o zolforganico), cioè un composto organico contenente legami carbonio-zolfo, avente formula bruta CH2S. 

## Sintesi
La tioformaldeide, la cui formula di struttura è stata elaborata per la prima volta dal chimico italiano Silvio Bezzi, è piuttosto instabile alle consuete condizioni ambientali terrestri; proprio in virtù di questo fatto, come chiara manifestazione della regola del doppio legame, essa tende a polimerizzare formando l'1,3,5-tritiano, una sostanza stabile e incolore dalla stessa formula chimica, ed è stata raramente osservata. 
Sin dalla sua scoperta, questa sostanza ha attratto molto l'attenzione della comunità scientifica per via della sua natura fondamentale; un metodo per ottenerne molecole indefinitamente stabili è quello di sottoporre a fotolisi, ad una temperatura di 10 K, delle molecole di tritiocarbonato di metilene isolate in una matrice di argon, portando così avanti un processo di cicloinversione di un anello di quattro atomi.

## Presenza in natura
Come detto, la tioformaldeide è un composto piuttosto instabile e alla consuete condizioni standard polimerizza, mentre risulta essere stabile in condizioni decisamente più estreme, tanto che, grazie a tecniche di spettroscopia infrarossa, la sua presenza è stata riscontrata nelle nubi interstellari, come la nube di gas ad alta velocità chiamata CO-0.40-0.22, e nella chioma della cometa Hale-Bopp.